# Bar Refaeli
Bar Refaeli (en hébreu : בר רפאלי), née le 4 juin 1985 à Hod Hasharon, est un mannequin israélien. En 2019, elle présente le Concours Eurovision de la chanson à Tel Aviv.

## Biographie

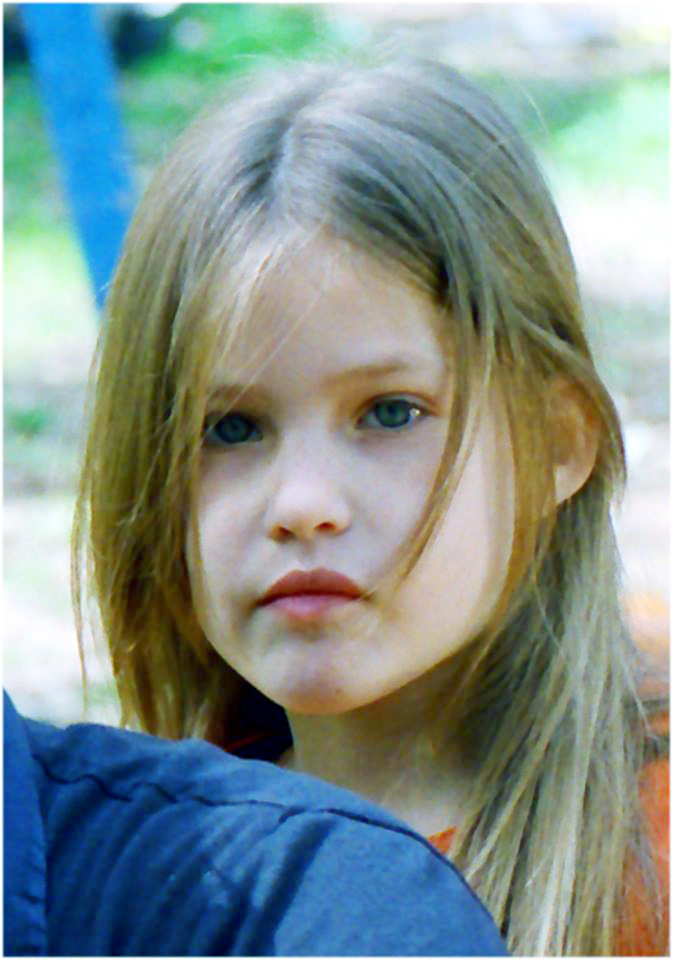
Bar Refaeli en 1990.

Issue d'une famille juive israélienne, Bar Refaeli est née à Hod Hasharon, en Israël. Ses parents, Rafael et Tzipi, possèdent un ranch de chevaux. Sa mère était un mannequin israélien connu dans les années 1970 sous son nom de jeune fille : Tzipi Levine. Ses grands-parents sont des survivants de l'Holocauste, ils étaient originaires d'Italie, de Lituanie et de Pologne. Elle a deux frères : Dor et On Refaeli.
Enfant, elle apparaît déjà dans des publicités.
Plus tard, Refaeli débute dans le mannequinat, découverte par l'agence Ford.
À l'âge de quinze ans, elle prête son image pour des catalogues de mode, comme Castro et Pilpel. Elle apparaît ensuite dans une publicité pour la marque Milki.
En 2000, et en 2001, Refaeli remporte le titre de « Mannequin de l'année ».

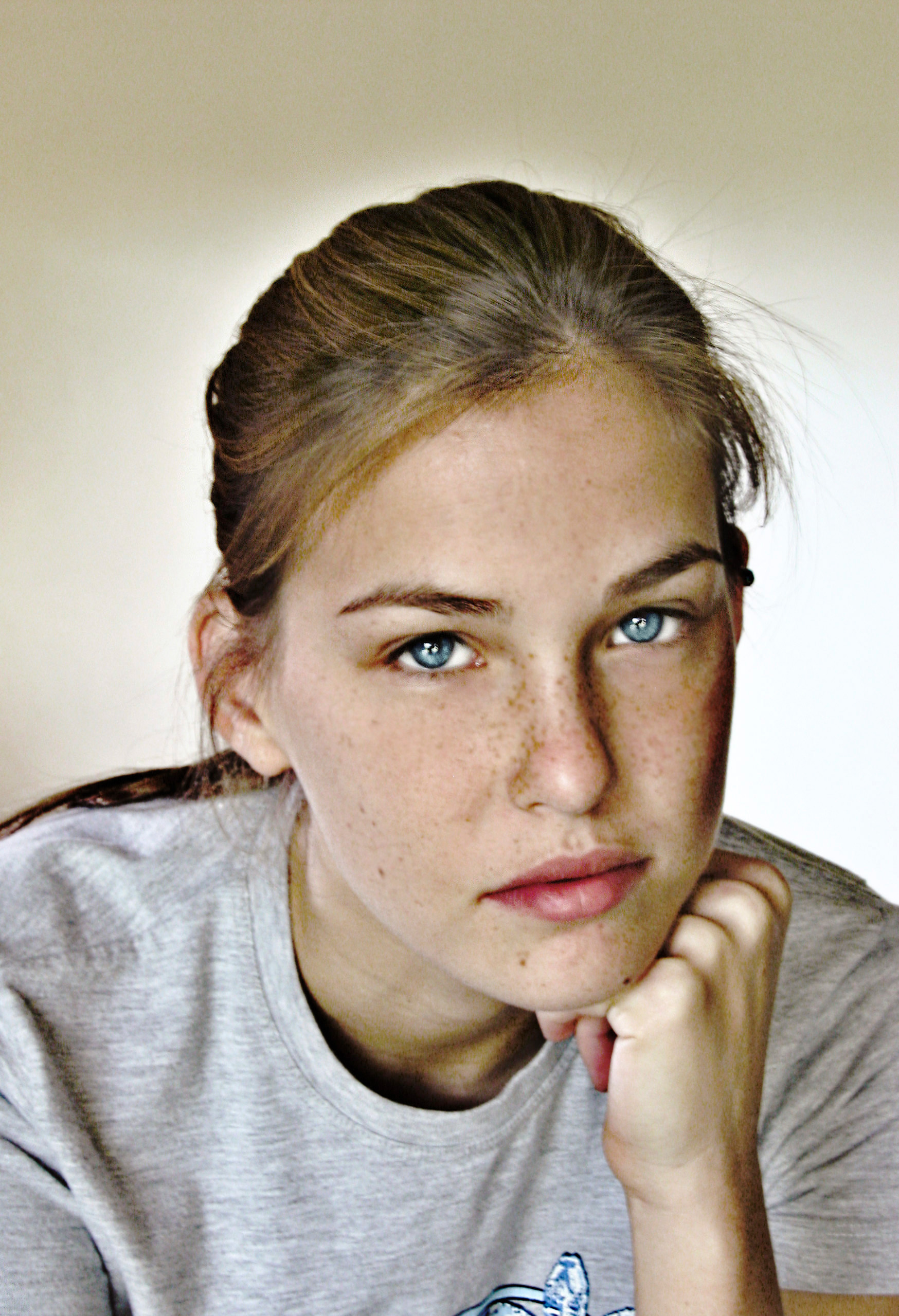
Bar Refaeli en 2003.

À l'âge de vingt ans, elle est sélectionnée par Harold Pirlot pour représenter le réseau Renuar  et pose pour la marque Dim. Elle pose également pour le magazine français Elle. Elle multiplie alors les campagnes de publicité  et les couvertures de magazines, notamment pour GQ Italie (mars 2006). Elle est le premier mannequin israélien à figurer dans les pages du célèbre magazine Sports Illustrated.
Le 30 octobre 2006, le ministre du Tourisme Isaac Herzog lui demande de participer gracieusement à la Foire internationale du tourisme (WTM), afin de promouvoir le tourisme en Israël.

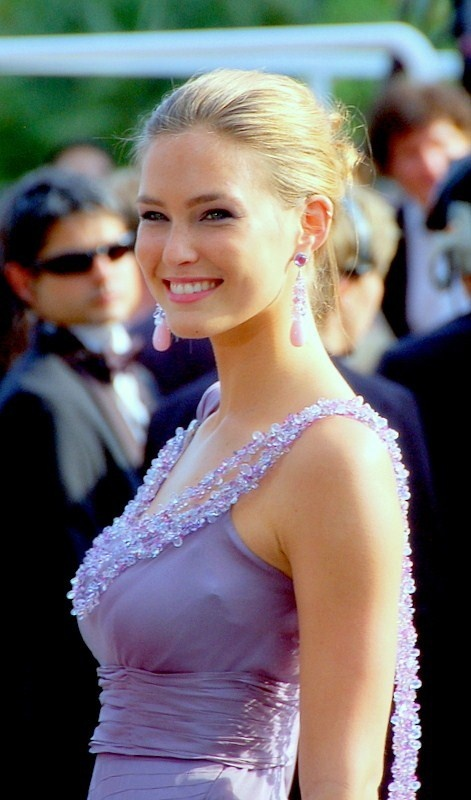
Bar Refaeli en 2008.

En 2009, Bar Refaeli est en couverture de  Sports Illustrated Swimsuit Issue. Pour marquer l'événement, la compagnie aérienne Southwest Airlines décide alors de décorer un avion Boeing 737 d'une photographie géante de Bar Refaeli en bikini. Si la plupart des clients de la compagnie ont apprécié cette campagne d’affichage, d'autres ont vivement critiqué l'utilisation inappropriée de cette photographie considérée comme suggestive .
Elle est le visage des marques Subaru, Marco Bicego, Besni et Garnier.
Le 5 mars 2009, Bar Refaeli remporte le prix World Style Award, durant la cérémonie des Women's World Awards, pour son « élégance naturelle et son sens du style ». Par la suite, elle annonce sa participation à l'évènement mondial Fashionable Istanbul.
En octobre 2009, des cercles juifs ultraorthodoxes sont choqués par des panneaux publicitaires affichés dans les rues de Tel-Aviv pour la marque Fox, où apparaît Bar Refaeli dévêtue,. À la suite des critiques, les panneaux sont retirés.
Bar se place à la 42e position en 2008, et à la  57e position en 2010, dans le classement FHM des femmes les plus séduisantes de la planète.
Depuis 2010, Bar Refaeli est l'égérie de la marque de lingerie française Passionata (du groupe Chantelle).
En mai 2012, Bar Refaeli est élue femme la plus sexy du monde selon le magazine Maxim.

## Autres projets
En 2005, Bar Refaeli joue dans la série télévisée israélienne Pick Up.
En octobre 2008, elle présente le programme Tommy Hilfiger Presents Ironic Iconic America, qui s'inspire du livre Ironic Iconic America écrit par George Lois.
En 2009, elle présente un épisode de la série House of Style dirigée par MTV, avec la participation du mannequin Chanel Iman.
En 2011, Bar Refaeli tourne dans un thriller psychologique israélien intitulé Session  et dirigé par Haim Bouzaglo. La même année, elle est invitée par Heidi Klum à participer à l'émission de télé réalité Germany's Next Topmodel en tant que juré.
En janvier 2019, l'Union européenne de radio-télévision annonce que Bar Refaeli sera l'une des présentatrices du concours Eurovision de la chanson 2019, qui aura lieu en Israël. En mai 2019, Bar Refaeli présente l’Eurovision 2019 à Tel Aviv.

## Vie privée
En décembre 2005, elle commence à fréquenter l'acteur Leonardo DiCaprio. Le couple se sépare en juin 2009, puis se reforme en début d'année 2010. En mai 2011, ils se séparent définitivement.
Le 24 septembre 2015, elle se marie à l'homme d'affaires israélien Adi Ezra.
Le 11 août 2016, elle donne naissance à une fille prénommée Liv. Le 20 octobre 2017, elle donne naissance à une deuxième fille appelée Elle.
En juin 2019, elle annonce attendre leur troisième enfant. Le 14 janvier 2020, elle donne naissance à un garçon.
En janvier 2019, le ministère de la Justice israélien annonce qu'il envisage d'inculper Bar Refaeli pour fraude fiscale et ses parents pour blanchiment d'argent. Elle est soupçonnée de ne pas avoir déclaré des revenus perçus à l'étranger entre 2009 et 2012 d'une valeur totale de 23 millions de shekels (5,4 millions d'euros). Le 13 septembre 2020, le tribunal approuve des accords entre la famille Refaeli et l'administration fiscale : Bar Refaeli versera les impôts en retard ainsi qu'une amende de 610 000 euros, et fera neuf mois de travaux d'intérêt général, et sa mère, Tzipi Refaeli, est condamnée à seize mois de prison et à une amende de 610 000 euros

## Filmographie
- 2011 : Session de Haim Bouzaglo : Eden
- 2014 : Kidon d'Emmanuel Naccache : Einav Schwartz